# Tin Machine
Tin Machine è stato un gruppo musicale hard rock angloamericano formatosi nel 1988, guidato dal cantante britannico David Bowie.
Il gruppo ha pubblicato due studio album e uno dal vivo prima di sciogliersi, nel 1992, quando Bowie è tornato alla sua carriera solista. Il cantautore affermò più volte che, insieme agli altri membri della band, ebbe modo di fare la musica che tutti loro amavano ascoltare, nonché di potersi rinnovare artisticamente; secondo Bowie, infatti, la fondazione del gruppo fu importante, perché gli fece riacquistare il desiderio di sperimentare dopo la lunga parentesi commerciale iniziata con la pubblicazione di Let's Dance (1983) e protrattasi per il resto degli anni ottanta. Tin Machine ha venduto complessivamente due milioni di album.

## Storia
L'album di David Bowie Never Let Me Down e la successiva tournée, il Glass Spider Tour, erano stati attaccati dalla critica, e il cantante era ben consapevole della progressiva diminuzione della sua popolarità. Ansioso, pertanto, di tornare a creare musica più per se stesso che per il pubblico tradizionale, conquistato con l'album Let's Dance, Bowie cominciò a collaborare nel 1988 con Reeves Gabrels — il quale spinse il cantante a riscoprire il suo lato sperimentale — e con il multi-strumentista turco Erdal Kızılçay.
I primi frutti di questa collaborazione videro la luce attraverso una nuova versione della canzone del 1979 Look Back in Anger di Bowie, suonata al concerto di beneficenza Intruders at the Palace il 1º luglio 1988. Successivamente, i musicisti cominciarono a progettare un album tematico, basato sull'opera in versi East di Steven Berkoff, da pubblicare come album solista di Bowie, ma l’idea fu scartata. Bowie e Gabrels iniziarono invece a lavorare su nuove idee con il produttore Tim Palmer. Bowie, dopo aver valutato alcuni famosi strumentisti come Terry Bozzio e Percy Jones, scritturò i fratelli Hunt e Tony Fox Sales, figli dell'attore comico americano Soupy Sales, per costituire, il primo alla batteria e il secondo al basso elettrico, la sezione ritmica del gruppo. Bowie aveva già lavorato con entrambi alla creazione dell'album Lust for Life di Iggy Pop e, dopo aver incontrato nuovamente Tony Sales al party che celebrava la conclusione del Glass Spider Tour a Los Angeles, lo convinse a unirsi alla band insieme al fratello.
Lavorando a Nassau, Bahama, i fratelli Sales indirizzarono con decisione le tonalità delle sessioni di registrazione dall'art-rock verso l'hard-rock, mentre David Bowie, per ravvivare la propria ispirazione, guardò in particolare a uno dei suoi gruppi favoriti dell'epoca, The Pixies. I Sales suggerirono altresì a Bowie di lasciar emergere una maggiore spontaneità compositiva, di registrare diverse canzoni contemporaneamente e di scrivere testi poco elaborati, in modo da fornire alla band una sonorità punk rock, simile a quella dei Pixies.
Il gruppo scelse il nome Tin Machine riprendendolo da una delle prime canzoni scritte (Gabrels affermò che il nome funzionava a diversi livelli, ma che in fondo non ne trovarono uno migliore, mentre Hunt Sales spiegò anche che il nome ben rifletteva “il suono della band”). La costituzione stessa del gruppo concesse a Bowie, per quanto possibile, una certa dose di anonimato, probabilmente cercato e ritenuto necessario dopo l’intensa attività sostenuta negli anni ottanta — ed egli fu felice di lasciare al resto del gruppo (in particolare al batterista Hunt Sales) le luci della ribalta durante le interviste rilasciate ai giornalisti.
Il primo album della band, pubblicato nel maggio del 1989, intitolato semplicemente Tin Machine e presentato con un video diretto da Julien Temple, ricevette recensioni a volte divergenti, ma generalmente positive, guadagnandosi paragoni elogiativi rispetto ai tre più recenti album solisti di Bowie. Tuttavia, molti critici furono quasi sprezzanti di fronte al tentativo del cantante di reinventarsi come un semplice membro della band. Da un punto di vista commerciale l'album ebbe inizialmente un buon successo, raggiungendo la terza posizione nelle classifiche del Regno Unito, ma le vendite diminuirono poi rapidamente. Il gruppo intraprese, tra il 14 giugno e il 3 luglio 1989, una tournée — il Tin Machine Tour, iniziato a New York e Los Angeles e proseguito in Danimarca, Germania, Paesi Bassi, Francia e Regno Unito —, suonando volutamente in club o teatri con capienze non superiori ai duemila posti; successivamente i quattro musicisti si dedicarono a nuove sessioni di incisione a Sydney, in Australia. Durante queste sessioni Tin Machine contribuì a una compilation di musica surf, nell'album Beyond the Beach, con un brano strumentale: Needles on the Beach.
I membri del gruppo si presero una pausa mentre Bowie era impegnato nel Sound+Vision Tour. Nel dicembre del 1990 Bowie sciolse il suo legame contrattuale con la casa discografica EMI; le due parti in causa affermarono che la separazione era stata consensuale, ma è probabile che la major rifiutò di pubblicare un altro album di Tin Machine in un ultimo, disperato tentativo di assicurarsi un nuovo lavoro sulla falsariga di  Let's dance. Nel marzo del 1991 il gruppo si legò alla Victory Music, una nuova etichetta lanciata da JVC e distribuita in tutto il mondo da London Records e PolyGram, e registrò del materiale inedito che fu aggiunto alle tracce ricavate dalle sessioni svoltesi a Sydney, al fine di creare l'album Tin Machine II.
Questa volta il successo commerciale fu ancor più fugace e probabilmente David Bowie si era già stancato d'esser vincolato al progetto del gruppo. Tra il 5 ottobre 1991 e il 17 febbraio 1992 Tin Machine intraprese una prolungata tournée (sessantanove esibizioni in dodici nazioni), nota come It's my life tour. Al gruppo si associò il chitarrista Eric Schermerhorn, il quale avrebbe successivamente suonato con Iggy Pop. Alcune tracce registrate dal vivo durante la tournée furono pubblicate nel luglio del 1992 nell'album Tin Machine Live: Oy Vey, Baby. Poco dopo Bowie ritornò a incidere da solo (con il singolo Real Cool World) e la band si sciolse.
Bowie promise l'uscita di Tin Machine III o quantomeno di un cofanetto di materiale inedito a metà degli anni novanta, ma la sua carriera solista ebbe invero il sopravvento, rendendolo restio a spendere ulteriori energie in un progetto ormai considerato concluso. Egli, tuttavia, lavorò ancora con Gabrels, avvalendosi della sua collaborazione nei quattro album pubblicati dopo l'esperienza con Tin Machine: Black Tie White Noise (ove Gabrels contribuì unicamente a una traccia), 1.Outside, Earthling e 'hours...'.
Dopo l'ultimo album creato insieme, Reeves Gabrels intuì che David Bowie si stava muovendo verso strutture musicali alle quali egli non era interessato; così i loro percorsi professionali si divisero. Successivamente, in alcune interviste, Gabrels manifestò il suo disappunto in merito ai progetti retrospettivi che Bowie stava pianificando in quel periodo (l'album Toy così come il progetto Ziggy 2002) e rivelò che ciò fu uno dei motivi principali della loro separazione artistica. Specularmente, malgrado da più parti emergessero commenti sulla infelicità di Bowie all’interno della band, il cantante affermò ripetutamente negli anni successivi che fu sempre felice di comporre e suonare con Tin Machine. Egli, infatti, utilizzò il suo tempo con il gruppo per rivitalizzare la sua arte e la sua carriera, e citò proprio Gabrels quale fonte d’ispirazione per la riappropriazione di nuove energie e determinazione.

## Formazione
- David Bowie - voce, chitarra e sax
- Reeves Gabrels - cori, chitarra
- Tony Sales - cori, basso
- Hunt Sales - cori, batteria, percussioni

I musicisti e gli strumenti qui elencati sono quelli principali. Per una lista completa degli strumentisti, cfr. i booklet degli album pubblicati.

## Discografia

### Album in studio
- Tin Machine del 23 maggio 1989
- Tin Machine II del 2 settembre 1991

### Album dal vivo
- Tin Machine Live: Oy Vey, Baby del 27 luglio 1992
- Live at La Cigale, Paris del 25 giugno 1989 (edito nel 2019) [solo in digital/streaming][5]